# Sterna vittata
Sterna vittata е вид птица от семейство Sternidae.

## Разпространение
Видът е разпространен в Антарктида, Аржентина, Австралия, Бразилия, Нова Зеландия, Остров Буве, Света Елена, Възнесение, Тристан да Куня, Уругвай, Фолкландски острови, Френски южни и антарктически територии, Хърд и Макдоналд, Чили, Южна Африка и Южна Джорджия и Южни Сандвичеви острови.